# Caularthron amazonicum
Caularthron amazonicum là một loài thực vật có hoa trong họ Lan. Loài này được (Schltr.) H.G.Jones mô tả khoa học đầu tiên năm 1968.